# Saint Sylvester’s Church

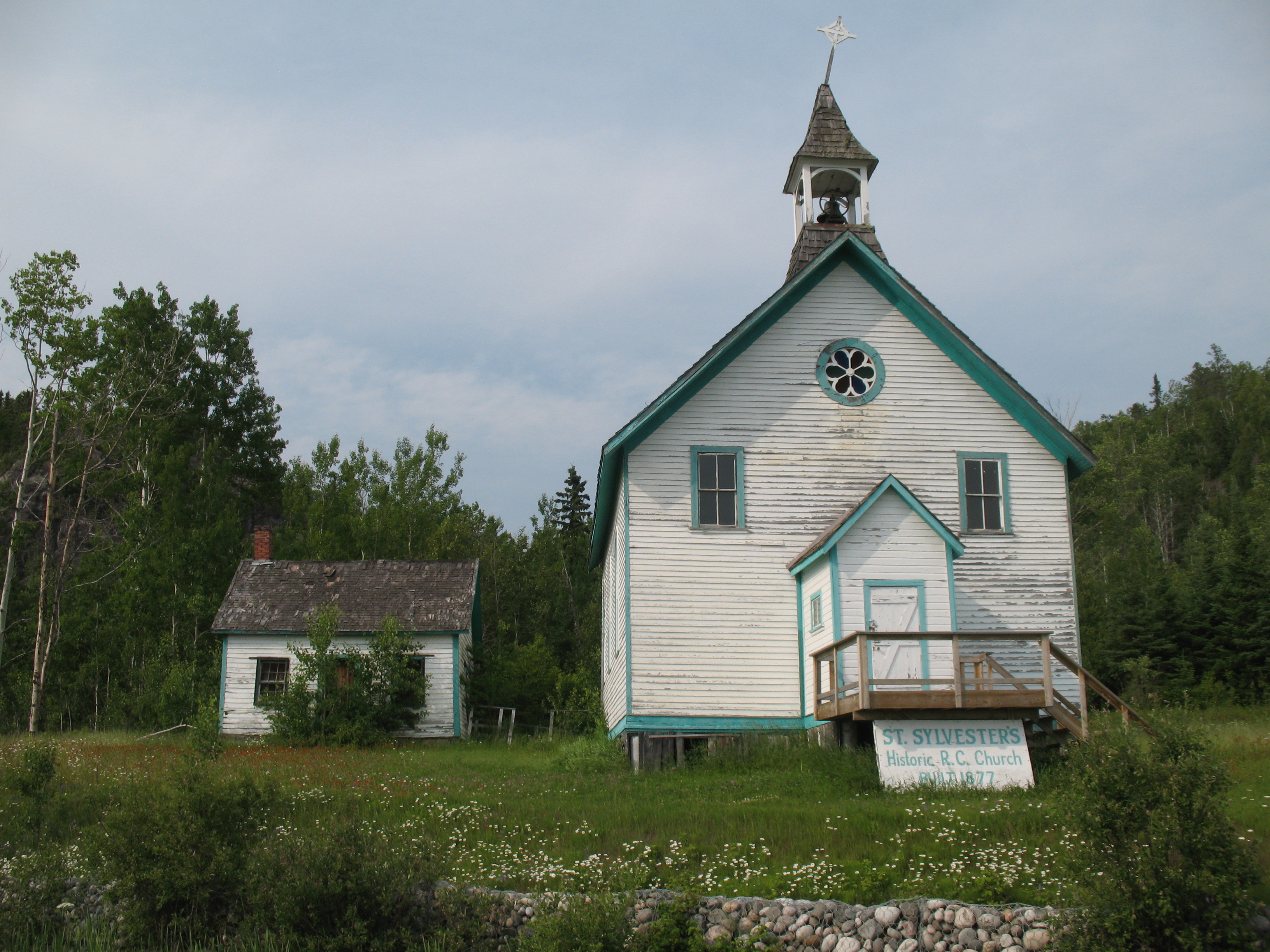
Die Missionskirche im Jahr 2010; sie befindet sich am Nordende der Mission Bay des Lake Helen bei Nipigon

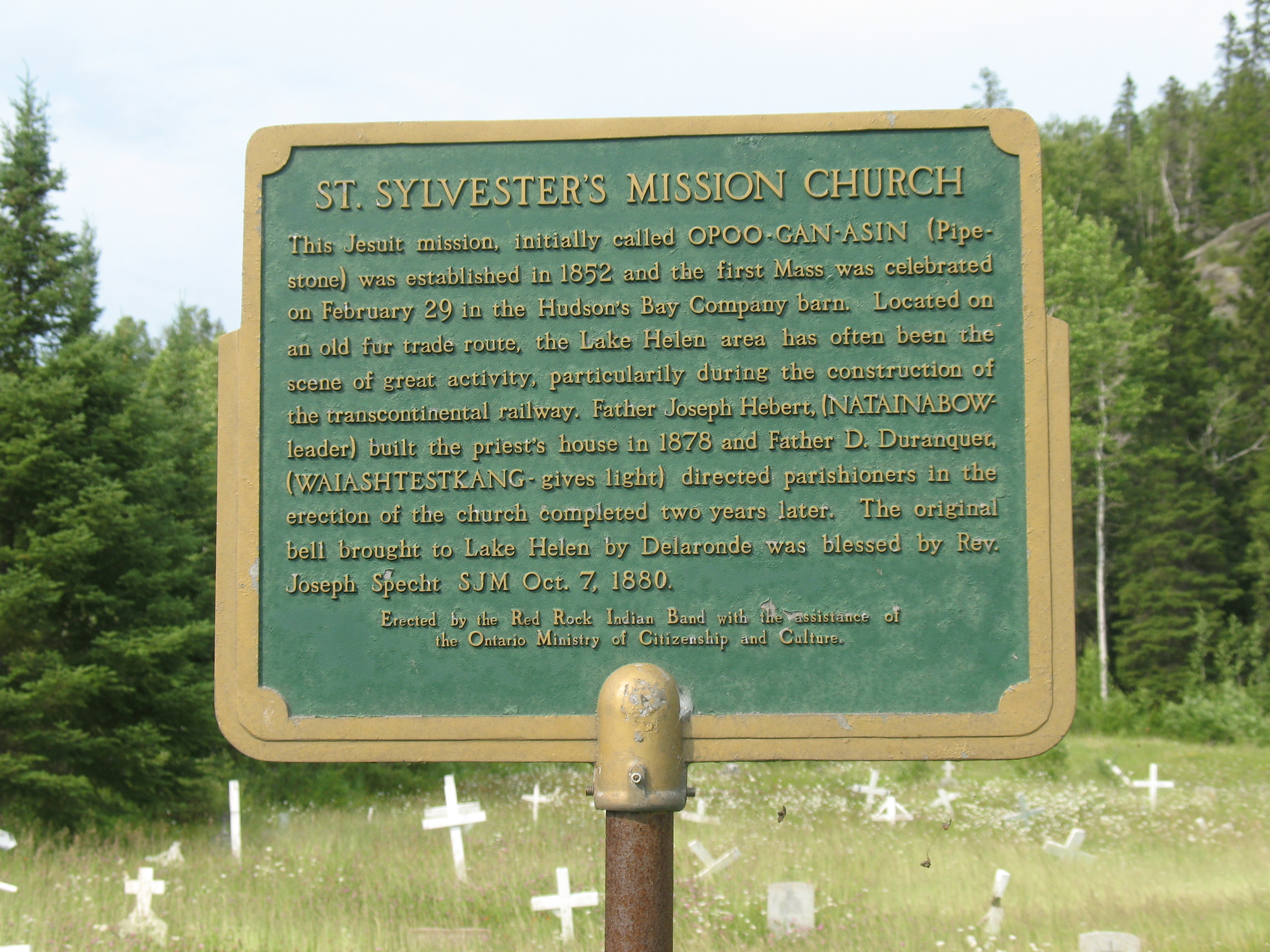
Informationstafel neben der Kirche; im Hintergrund einige Kreuze des Friedhofs

Die Saint Sylvester’s Church (Sankt-Silvester-Kirche) ist eine Jesuitenmission im Nordwesten der kanadischen Provinz Ontario nördlich des Oberen Sees; das Kirchengebäude wurde zwischen 1875 und 1877 errichtet. Die katholische Kirche befindet sich auf dem Gebiet der Red Rock Indian Band, die sich selbst als einen Teil der übergreifenden Ojibwe First Nation bezeichnet, nördlich der Siedlung ihres Reservats Lake Helen 53A. Sie ist eine der ältesten Kirchen im Norden der Provinz. Die Gemeinde gehört heute zum Bistum Thunder Bay. Allerdings wird die Kirche nur noch gelegentlich genutzt, da ihre Stabilität gefährdet ist. Bis 2016 sollte das Gebäude vollständig restauriert und die Gräber mit neuen Kreuzen sowie den Namen der Toten ausgestattet werden.

## Geschichte
Die Mission wurde 1852 eingerichtet, die erste Messe wurde am 29. Februar des Jahres zelebriert. Dort befand sich zu dieser Zeit eine Scheune der Hudson’s Bay Company. Ein Father Joseph Herbert (Natainabow leander) errichtete das Pfarrgebäude. Der Missionar D. Duranquette (auch Duranquet), von der lokalen Gemeinde Waiashtestkang genannt (etwa: Er gibt das Licht) suchte gemeinsam mit seinen Gemeindeangehörigen einen geeigneten Platz für das Kirchengebäude aus. Die Lage am Wasser war deshalb geeignet, weil dieses die Gemeinde mit weiteren Missionen in Gull Bay, White Sand, Nipigon House oder McIntre Bay am Lake Nipigon verband. Der Wasserweg verbindet den Oberen See mit dem Nipigonsee.

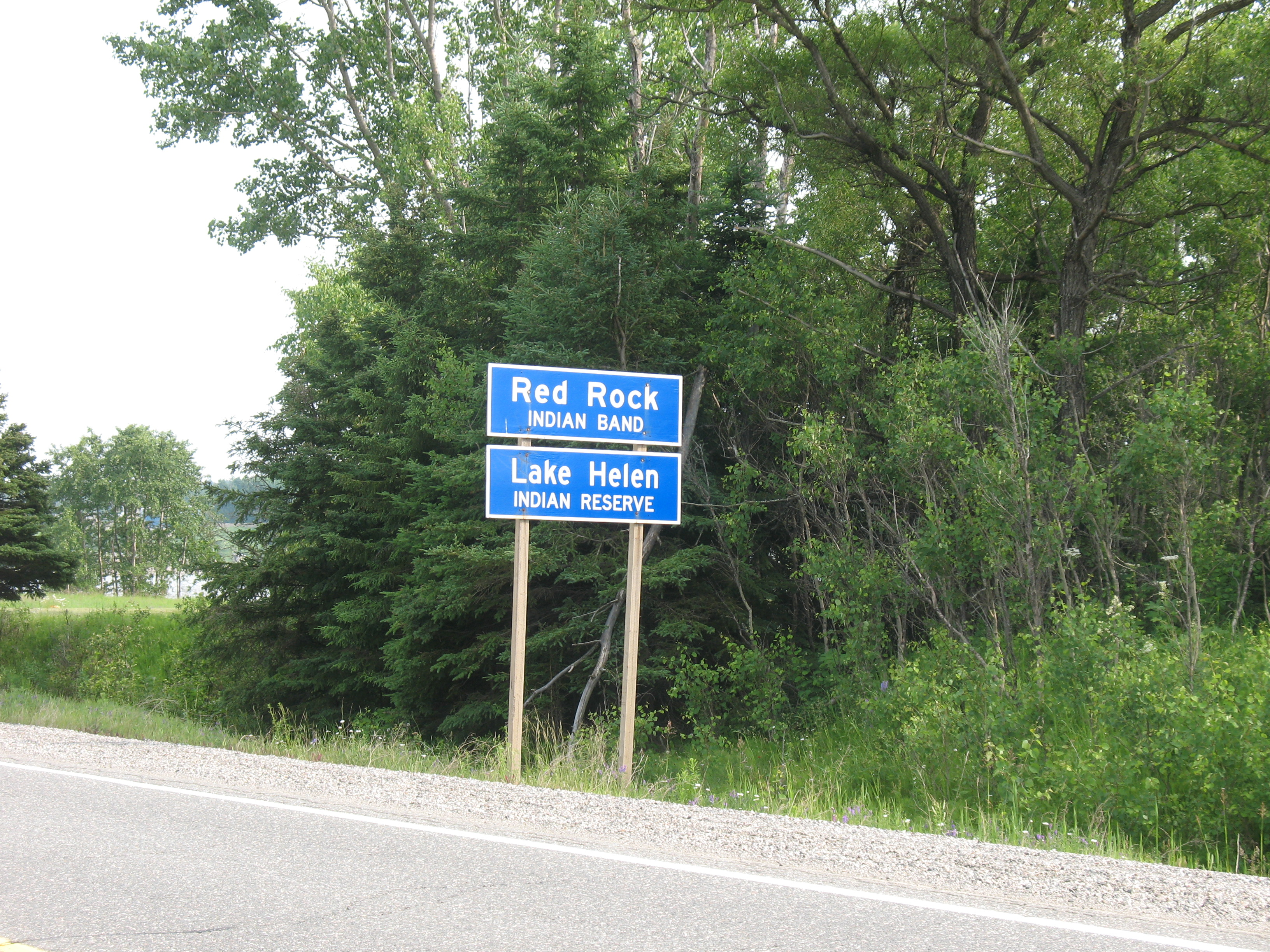
Straßenschild mit der Nennung der Red Rock Indian Band und dem Lake Helen Indian Reserve, einem der beiden Reservate der First Nation

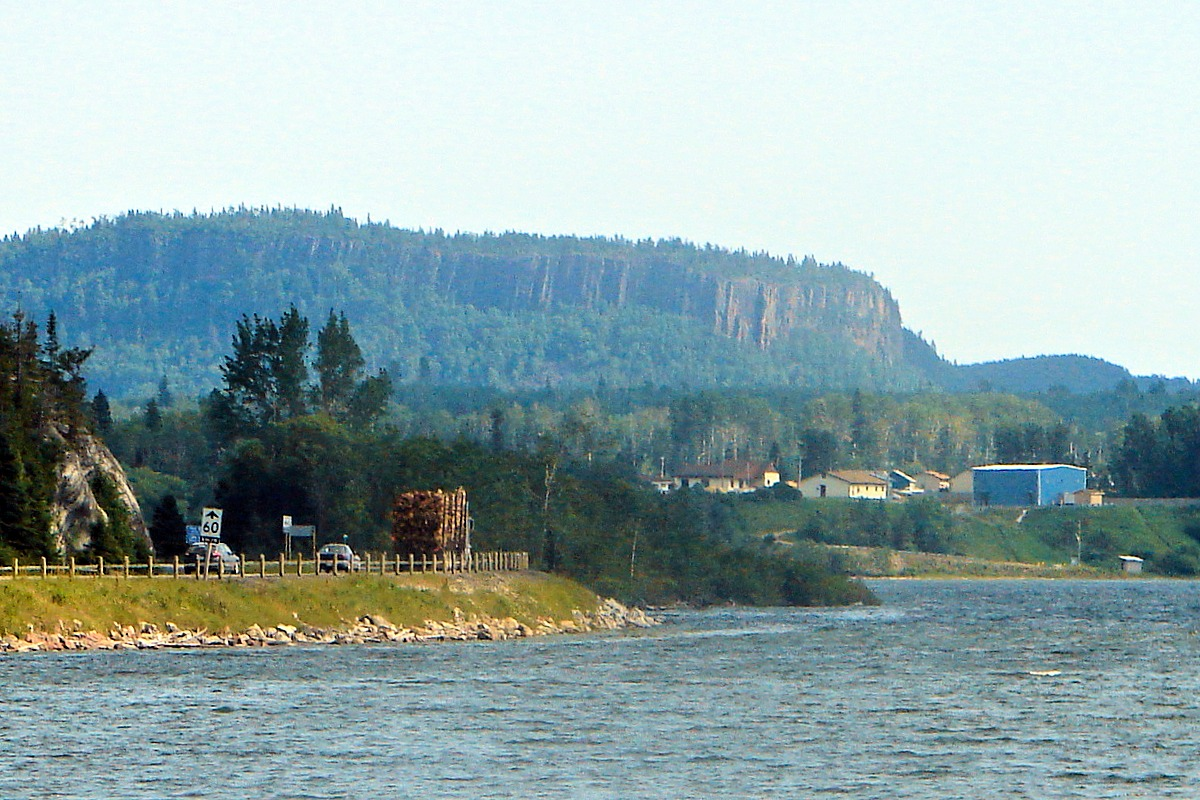
Blick über den See auf das Reservat

Der Kirchenbau, nach wie vor unter Leitung Duranquettes, begann 1875, die Fertigstellung wurde zwei Jahre später begangen. Das Priesterhaus wurde 1878 unter Leitung von Father Joseph Hebert fertiggestellt. Um diese Zeit wurde auch der Glockenturm errichtet; die Glocke war eine Spende der Familie des Händlers Louis Denys Delaronde, der in Parmechene ansässig war, einem heutigen Reservat der Red Rock Indian Band. Dieser war der Sohn einer Anishinabe und eines Franzosen, der sich im Pelzhandel betätigt hatte. Die Originalglocke wurde 1880 zum ersten Mal geläutet.
Die älteste Überlieferung eines Begräbnisses auf dem Friedhof der Kirche fand am 3. Oktober 1880 statt, das Kreuz wurde von Reverend Joseph Specht SJM – genau wie die Glocke – am 7. Oktober 1880 gesegnet. Der Friedhof wird noch heute genutzt. Anfang der 1980er Jahre wurden menschliche Überreste auf dem Gebiet der Band entdeckt, die auf deren Wunsch einer Radiokohlenstoffdatierung unterzogen wurden. Die Knochen stammten überraschenderweise aus der Zeit um 780. Ebenfalls auf Wunsch des Stammesrats wurden die Überreste auf dem Friedhof der Kirche nach Abschluss der wissenschaftlichen Untersuchungen beigesetzt.
Die Kirche wurde in weitem Umkreis genutzt, etwa als John Ray dort 1910 getauft wurde, dessen Vater als einer der Führer durch die seinerzeitige Wildnis für die Nipigon Lodge, die heutige Royal Windsor Lodge, gearbeitet hatte, zu dem Zeitpunkt, als sich Prinz Edward, der spätere König Eduard VIII., dort zur Jagd aufhielt. Als Ray 1930 heiratete, geschah dies ebenfalls in der Holzkirche.
Heute wird die Kirche im Sommer weiterhin als Mission der Church of the Annunciation of the Blessed Virgin Mary in Nipigon genutzt.